# Hugh Darrington
Hugh Darrington (geboren am 30. September 1940 in Bishop’s Stortford, Hertfordshire) ist ein britischer Science-Fiction-Autor.

## Leben
Darrington ist der Sohn des Schulleiters Richard Darrington und von Vera Darrington, geborene De Wilde. Er heiratete 1962 Ann Gordon, mit der er einen Sohn hat.
Er arbeitete als Reporter und Redakteur für verschiedene Haushalts- und Marktzeitschriften und seit 1970 als Redakteur für mehrere Fachzeitschriften in den Bereichen Lebensmitteltechnik und Brauwesen, namentlich Brewers’ Guardian, Food Manufacture und International Food Ingredients. Er ist auch Verfasser mehrerer Fachbücher in diesen Gebieten.
In den 1970er Jahren veröffentlichte er zwei Science-Fiction-Romane, die auch ins Deutsche übersetzt wurden.

## Bibliografie
Romane
- The God Killers (1970; mit Tony Halliwell als James Ross)
  - Deutsch: Im Namen der Menschheit. Übersetzt von Wulf H. Bergner. Goldmanns Weltraum Taschenbücher #0151, 1972, ISBN 3-442-23151-5.
- Gravitor (1971)
  - Deutsch: Satellit auf falscher Bahn. Übersetzt von Norbert Wölfl. Goldmann Science Fiction #0150, 1974, ISBN 3-442-23150-7.[1]

Sachliteratur
- Brewery manual (1972)
- Food manufacture ingredient and machinery survey (1984)
- Additives in the food industry (1987)
- Irradiated foods : a Food Manufacture special report (1988)
- Strawberries to the moon (Autobiografie, E-Book, 2011)